# Allium aucheri
Allium aucheri är en amaryllisväxtart som beskrevs av Pierre Edmond Boissier. Allium aucheri ingår i släktet lökar, och familjen amaryllisväxter. Inga underarter finns listade i Catalogue of Life.